# Ryūtarō Hashimoto

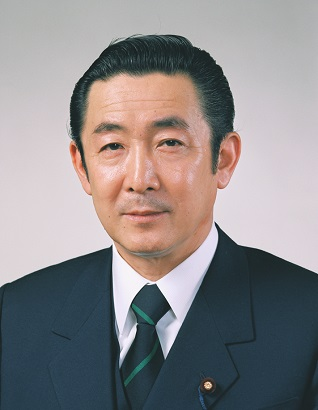
Hashimoto Ryūtarō

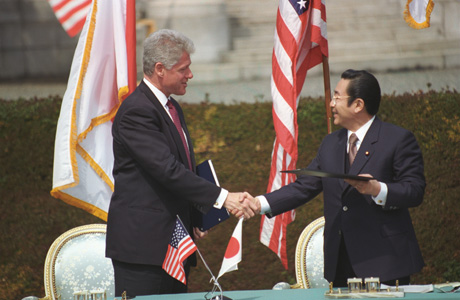
Ryūtarō Hashimoto (rechts) mit US-Präsident Bill Clinton (1996)

Ryūtarō Hashimoto (jap. 橋本 龍太郎, Hashimoto Ryūtarō; * 29. Juli 1937 in Shibuya, Tokio; † 1. Juli 2006 in Tokio) war ein japanischer Politiker und der 53. Premierminister seines Landes.
Hashimotos Vater war der ehemalige Bildungsminister und LDP-Abgeordnete Hashimoto Ryōgo. Nach dem Studium an der Keiō-Universität arbeitete Hashimoto zunächst für eine Textilfirma. 1963 wurde er erstmals für die Liberaldemokratische Partei (LDP) im zweiten Wahlkreis von Okayama, dem Wahlkreis seines gerade verstorbenen Vaters, ins japanische Unterhaus gewählt.
Er diente in zwei Amtszeiten (11. Januar bis 7. November 1996 und 7. November 1996 bis 30. Juli 1998) als Premierminister. Dabei führte er Finanzreformen durch, um den Staatshaushalt zu konsolidieren, schwächte damit jedoch den ohnehin zurückgehenden Konsum der Japaner zusätzlich. Insbesondere die Erhöhung der Mehrwertsteuer im April 1997 bescherte der LDP einen Stimmenrückgang bei der folgenden Oberhauswahl 1998. Hashimoto nahm das Ergebnis zum Anlass, als Regierungschef zurückzutreten.
Er leitete danach die damals größte Faktion innerhalb der regierenden Liberaldemokratischen Partei, das Heisei Kenkyūkai. 2001 unterlag er dem späteren Premierminister Jun’ichirō Koizumi  in den Wahlen um den Vorsitz der LDP. Im Juli 2005 trat er nach einem Spendenskandal auch als Fraktionsvorsitzender zurück. Im September 2005 zog er sich dann aus gesundheitlichen Gründen fast ganz aus der Politik zurück.
Hashimoto leitete von 2004 bis zu seinem Tod ein Beratungsgremium für den Generalsekretär der Vereinten Nationen zu Wasser- und Abwasserfragen (United Nations Secretary General’s Advisory Board on Water and Sanitation, UNSGAB).
Hashimotos Sohn Gaku Hashimoto ist ebenfalls LDP-Politiker der Tsushima-Faktion und Unterhausabgeordneter.
Hashimoto betrieb den Kampfsport Kendo und erreichte den 6. Dan. 1998 stiftete er aus Anerkennung der Arbeit nordamerikanischer Kampfsportler zwei Trophäen für das alljährlich an der Harvard University stattfindende Shoryuhai.